# Teinopodagrion croizati
Teinopodagrion croizati är en trollsländeart som beskrevs av De Marmels 2002. Teinopodagrion croizati ingår i släktet Teinopodagrion och familjen Megapodagrionidae. Inga underarter finns listade i Catalogue of Life.